# Alchemilla montenegrina
Alchemilla montenegrina är en rosväxtart som beskrevs av A. Plocek. Alchemilla montenegrina ingår i släktet daggkåpor, och familjen rosväxter. Inga underarter finns listade i Catalogue of Life.